# Myrosinase
Die Myrosinase (auch Sinigrinase oder Thioglucosidase) (von gr. myron = Salbe, Salböl, Balsam und gr. sinapi = Senf) ist ein Enzym pflanzlicher Herkunft, das Senfölglycoside in Glucose (Traubenzucker) und Senföle spaltet. Damit wehrt sich die Pflanze gegen Fressfeinde, denn Senföle sind generell scharf riechend oder schmeckend. Das Senfölglycosid stellt somit die ungefährliche und somit speicherbare Vorstufe dieser aggressiven Substanzen dar.
Myrosinase kommt vorwiegend bei Kreuzblütlern (Brassicaceae) wie etwa in Senf, Rosenkohl und Rettich sowie in Kaperngewächsen (Capparaceae) wie der Kaper vor, die sich wegen der in ihnen vorkommenden Senfölglycoside durch einen scharfen Geschmack auszeichnen. In der Pflanze sind Myrosinase und ihre Substrate (Senfölglycoside) getrennt voneinander in verschiedenen Zellen gespeichert. Erst bei Verletzung der Pflanze, zum Beispiel durch die Mundwerkzeuge eines Insekts, vermischen sich beide Komponenten. Die Myrosinase spaltet nun die Senfölglycoside, sodass Senföle entstehen. Zu den Senfölen gehören Isothiocyanate (etwa Allylsenföl), Thiocyanate, Nitrile und Epithionitrile. Einige dieser Substanzen sind leicht flüchtig und riechen stechend, andere sind nicht-flüchtig und schmecken scharf. Zusammen dienen sie der Abwehr von Fraßfeinden wie herbivoren Insekten. Einige Pflanzen, bspw. Kohl, beschleunigen die Myrosinase-Reaktion durch Einlagerung von Vitamin C. Tatsächlich hat Kohl einen höheren Vitamin-C-Gehalt als Orangen.
Die Reaktion der Myrosinase wird vom Menschen zum Würzen von Speisen verwendet. Wird Meerrettich gerieben, werden die Speicherzellen von Myrosinase und Senfölglycosid verletzt, sodass beide Komponenten zusammentreffen und Senföle entstehen, die den charakteristischen scharfen Geschmack hervorrufen. Wird hingegen der Meerrettich gekocht, tritt keine Gewebeverletzung auf, sodass die Schärfe ausbleibt.